# 1135
Il 1135 (MCXXXV in numeri romani) è un anno  del XII secolo.

## Eventi
- Appare l'Historia regum Britanniae del chierico gallese Goffredo di Monmouth (Galfredus Monemutensis): prima opera, in latino, che rielabora in maniera unitaria e coerente le leggende connesse alla figura di re Artù;
- Si svolge a Pisa un Concilio della Chiesa cattolica, cui partecipa anche Bernardo da Chiaravalle.
- Inizia il cosiddetto periodo dell'Anarchia nel Regno Unito.

## Nati
- 30 marzo - Mosè Maimonide, filosofo, rabbino e medico († 1204)
- Abu Ya'qub Yusuf I, califfo († 1184)
- Alberto da Chiatina, religioso italiano († 1202)
- Alfonso del Portogallo († 1207)
- Bernart de Ventadorn, trovatore, poeta e compositore francese († 1195)
- Ermanno IV di Baden, nobile tedesco († 1190)
- Gautier d'Arras, poeta e scrittore francese († 1189)
- Giovanna d'Aza, nobile spagnola († 1205)
- Guglielmo dalle Bianche Mani, cardinale e arcivescovo cattolico francese († 1202)
- Rhodri ab Owain Gwynedd, sovrano († 1195)
- Sharaf al-Dīn al-Muzaffar al-Ṭūsī, matematico e ingegnere meccanico persiano († 1213)
- Rodolfo di Zähringen, arcivescovo cattolico tedesco († 1191)
- Zhu Shuzhen, poetessa cinese († 1181)
- Inge I di Norvegia, re norvegese († 1161)

## Morti
- 8 febbraio - Elvira di Castiglia, regina
- 21 marzo - Gyōson, monaco buddista e poeta giapponese (n. 1055)
- 13 aprile - Federico di Stade, nobile tedesco
- 4 giugno - Hui Zong, imperatore cinese (n. 1082)
- 29 agosto - Al-Mustarshid, califfo arabo (n. 1092)
- 1º dicembre - Enrico I d'Inghilterra, re inglese (n. 1068)
- 25 dicembre - Matteo di Albano, vescovo e cardinale francese
- 31 dicembre - Enrico di Groitzsch, nobile tedesco
- Azzo del Bosco, nobile e vescovo cattolico italiano
- Bernat Amat de Cardona, nobile
- Federico di Saarbrücken, nobile tedesco
- Liang Hongyu, militare cinese (n. 1102)
- Milarepa, mistico, filosofo e poeta tibetano (n. 1051)
- Alberto Sambonifacio, nobiluomo italiano
- Bernardo di Valenza, patriarca cattolico francese (n. 1075)

## Calendario
| Calendario 1135 | Calendario 1135 | Calendario 1135 | Calendario 1135 | Calendario 1135 | Calendario 1135 | Calendario 1135 | Calendario 1135 | Calendario 1135 | Calendario 1135 | Calendario 1135 | Calendario 1135 | Calendario 1135 | Calendario 1135 | Calendario 1135 | Calendario 1135 | Calendario 1135 | Calendario 1135 | Calendario 1135 | Calendario 1135 | Calendario 1135 | Calendario 1135 | Calendario 1135 | Calendario 1135 | Calendario 1135 | Calendario 1135 | Calendario 1135 | Calendario 1135 | Calendario 1135 | Calendario 1135 | Calendario 1135 | Calendario 1135 | Calendario 1135 |
| --------------- | --------------- | --------------- | --------------- | --------------- | --------------- | --------------- | --------------- | --------------- | --------------- | --------------- | --------------- | --------------- | --------------- | --------------- | --------------- | --------------- | --------------- | --------------- | --------------- | --------------- | --------------- | --------------- | --------------- | --------------- | --------------- | --------------- | --------------- | --------------- | --------------- | --------------- | --------------- | --------------- |
|                 | 1               | 2               | 3               | 4               | 5               | 6               | 7               | 8               | 9               | 10              | 11              | 12              | 13              | 14              | 15              | 16              | 17              | 18              | 19              | 20              | 21              | 22              | 23              | 24              | 25              | 26              | 27              | 28              | 29              | 30              | 31              |                 |
| Gennaio         | Ma              | Me              | Gi              | Ve              | Sa              | Do              | Lu              | Ma              | Me              | Gi              | Ve              | Sa              | Do              | Lu              | Ma              | Me              | Gi              | Ve              | Sa              | Do              | Lu              | Ma              | Me              | Gi              | Ve              | Sa              | Do              | Lu              | Ma              | Me              | Gi              |                 |
| Febbraio        | Ve              | Sa              | Do              | Lu              | Ma              | Me              | Gi              | Ve              | Sa              | Do              | Lu              | Ma              | Me              | Gi              | Ve              | Sa              | Do              | Lu              | Ma              | Me              | Gi              | Ve              | Sa              | Do              | Lu              | Ma              | Me              | Gi              |                 |                 |                 |                 |
| Marzo           | Ve              | Sa              | Do              | Lu              | Ma              | Me              | Gi              | Ve              | Sa              | Do              | Lu              | Ma              | Me              | Gi              | Ve              | Sa              | Do              | Lu              | Ma              | Me              | Gi              | Ve              | Sa              | Do              | Lu              | Ma              | Me              | Gi              | Ve              | Sa              | Do              |                 |
| Aprile          | Lu              | Ma              | Me              | Gi              | Ve              | Sa              | Do              | Lu              | Ma              | Me              | Gi              | Ve              | Sa              | Do              | Lu              | Ma              | Me              | Gi              | Ve              | Sa              | Do              | Lu              | Ma              | Me              | Gi              | Ve              | Sa              | Do              | Lu              | Ma              |                 |                 |
| Maggio          | Me              | Gi              | Ve              | Sa              | Do              | Lu              | Ma              | Me              | Gi              | Ve              | Sa              | Do              | Lu              | Ma              | Me              | Gi              | Ve              | Sa              | Do              | Lu              | Ma              | Me              | Gi              | Ve              | Sa              | Do              | Lu              | Ma              | Me              | Gi              | Ve              |                 |
| Giugno          | Sa              | Do              | Lu              | Ma              | Me              | Gi              | Ve              | Sa              | Do              | Lu              | Ma              | Me              | Gi              | Ve              | Sa              | Do              | Lu              | Ma              | Me              | Gi              | Ve              | Sa              | Do              | Lu              | Ma              | Me              | Gi              | Ve              | Sa              | Do              |                 |                 |
| Luglio          | Lu              | Ma              | Me              | Gi              | Ve              | Sa              | Do              | Lu              | Ma              | Me              | Gi              | Ve              | Sa              | Do              | Lu              | Ma              | Me              | Gi              | Ve              | Sa              | Do              | Lu              | Ma              | Me              | Gi              | Ve              | Sa              | Do              | Lu              | Ma              | Me              |                 |
| Agosto          | Gi              | Ve              | Sa              | Do              | Lu              | Ma              | Me              | Gi              | Ve              | Sa              | Do              | Lu              | Ma              | Me              | Gi              | Ve              | Sa              | Do              | Lu              | Ma              | Me              | Gi              | Ve              | Sa              | Do              | Lu              | Ma              | Me              | Gi              | Ve              | Sa              |                 |
| Settembre       | Do              | Lu              | Ma              | Me              | Gi              | Ve              | Sa              | Do              | Lu              | Ma              | Me              | Gi              | Ve              | Sa              | Do              | Lu              | Ma              | Me              | Gi              | Ve              | Sa              | Do              | Lu              | Ma              | Me              | Gi              | Ve              | Sa              | Do              | Lu              |                 |                 |
| Ottobre         | Ma              | Me              | Gi              | Ve              | Sa              | Do              | Lu              | Ma              | Me              | Gi              | Ve              | Sa              | Do              | Lu              | Ma              | Me              | Gi              | Ve              | Sa              | Do              | Lu              | Ma              | Me              | Gi              | Ve              | Sa              | Do              | Lu              | Ma              | Me              | Gi              |                 |
| Novembre        | Ve              | Sa              | Do              | Lu              | Ma              | Me              | Gi              | Ve              | Sa              | Do              | Lu              | Ma              | Me              | Gi              | Ve              | Sa              | Do              | Lu              | Ma              | Me              | Gi              | Ve              | Sa              | Do              | Lu              | Ma              | Me              | Gi              | Ve              | Sa              |                 |                 |
| Dicembre        | Do              | Lu              | Ma              | Me              | Gi              | Ve              | Sa              | Do              | Lu              | Ma              | Me              | Gi              | Ve              | Sa              | Do              | Lu              | Ma              | Me              | Gi              | Ve              | Sa              | Do              | Lu              | Ma              | Me              | Gi              | Ve              | Sa              | Do              | Lu              | Ma              |                 |